# Afton (Iowa)
Afton ist eine Kleinstadt mit dem Status „City“ im Union County des US-amerikanischen Bundesstaats Iowa.
Im Jahr 2010 hatte Afton 845 Einwohner, deren Zahl sich bis 2013 auf 844 leicht verringerte. Das U.S. Census Bureau hat bei der Volkszählung 2020 eine Einwohnerzahl von 874 ermittelt.

## Geographie
Afton liegt im mittleren Südwesten Iowas. Die Grenze zum benachbarten Bundesstaat Missouri verläuft 52 km südlich. Rund 140 km westlich von Afton bildet der Missouri River die Grenze Iowas zu Nebraska.
Die geografischen Koordinaten von Afton sind 41°01′39″ nördlicher Breite und 94°11′53″ westlicher Länge. Die Stadt erstreckt sich über eine Fläche von 2,56 km² und ist die größte Ortschaft innerhalb der Union Township.
Nachbarorte von Afton sind Macksburg (22,3 km nördlich), Lorimor (22,3 km nordöstlich), Thayer (13,5 km östlich), Arispe (9,8 km südsüdwestlich) und Creston (16,4 km westnordwestlich).
Die nächstgelegenen größeren Städte sind Iowas Hauptstadt Des Moines (114 km nordöstlich), Iowas frühere Hauptstadt Iowa City (296 km ostnordöstlich), Cedar Rapids (319 km in der gleichen Richtung), Kansas City in Missouri (252 km südlich), Nebraskas Hauptstadt Lincoln (242 km westsüdwestlich), Nebraskas größte Stadt Omaha (177 km westnordwestlich) und Sioux City (319 km nordwestlich).

## Verkehr
Die U.S. Highways 34 und 169 treffen im Norden des Stadtgebiets von Afton zusammen. Alle weiteren Straßen sind untergeordnete Landstraßen, teils unbefestigte Fahrwege sowie innerörtliche Verbindungsstraßen.
Eine Eisenbahnlinie für den Frachtverkehr der BNSF Railway führt in West-Ost-Richtung durch das Stadtgebiet von Afton. Diese Strecke wird auch vom von Chicago nach San Francisco verkehrenden Fernzug California Zephyr von Amtrak genutzt, der im westlich benachbarten Creston eine Station unterhält.
Mit dem Creston Municipal Airport befindet sich 18 km westlich ein kleiner Flugplatz für Allgemeine Luftfahrt. Der nächste Verkehrsflughafen ist der Des Moines International Airport (104 km nordöstlich).

## Bevölkerung
Nach der Volkszählung im Jahr 2010 lebten in Afton 845 Menschen in 355 Haushalten. Die Bevölkerungsdichte betrug 330,1 Einwohner pro Quadratkilometer. In den 355 Haushalten lebten statistisch je 2,3 Personen.
Ethnisch betrachtet setzte sich die Bevölkerung zusammen aus 98,6 Prozent Weißen, 0,5 Prozent amerikanischen Ureinwohnern, 0,1 Prozent (eine Person) Asiaten sowie 0,5 Prozent aus anderen ethnischen Gruppen; 0,4 Prozent stammten von zwei oder mehr Ethnien ab. Unabhängig von der ethnischen Zugehörigkeit waren 0,9 Prozent der Bevölkerung spanischer oder lateinamerikanischer Abstammung.
26,4 Prozent der Bevölkerung waren unter 18 Jahre alt, 56,0 Prozent waren zwischen 18 und 64 und 17,6 Prozent waren 65 Jahre oder älter. 50,5 Prozent der Bevölkerung waren weiblich.
Das mittlere jährliche Einkommen eines Haushalts lag bei 37.917 USD. Das Pro-Kopf-Einkommen betrug 20.141 USD. 9,0 Prozent der Einwohner lebten unterhalb der Armutsgrenze.

## Bekannte Bewohner
- James W. McDill (1834–1894) – republikanischer Abgeordneter in beiden Häusern des US-Kongresses (1881–1883, 1873–1877) – lebte mehrere Jahre in Afton